# إدنا لويس
إدنا لويس (بالإنجليزية: Edna Lewis)‏ هي طاهية أمريكية، ولدت في 13 أبريل 1916 في فريتاون في سيراليون، وتوفيت في 13 فبراير 2006.

## وصلات خارجية
- إدنا لويس على موقع الموسوعة البريطانية (الإنجليزية)